# Душан Масар
Душан Масар (чеськ. Dušan Masár; нар. 4 червня 1962, Теплиці, ЧССР) — чехословацький та чеський борець греко-римського стилю, бронзовий призер чемпіонату світу, бронзовий призер чемпіонату Європи, учасник Олімпійських ігор.

## Життєпис
Виступав за спорртивний клуб «Dukla Trenčín» з Тренчина.
Шестиразовий чемпіон Чехословаччини з греко-римської боротьби (1984—1986, 1988, 1991—1992).

## Спортивні результати на міжнародних змаганнях

### Виступи на Олімпіадах
| Змагання                    | Збірна         | Вагова категорія                  | Місце             |
| --------------------------- | -------------- | --------------------------------- | ----------------- |
| Літні Олімпійські ігри 1988 | Чехословаччина | греко-римська боротьба, до 100 кг | не вийшов з групи |

### Виступи на Чемпіонатах світу
| Змагання                        | Збірна         | Вагова категорія                  | Місце  |
| ------------------------------- | -------------- | --------------------------------- | ------ |
| Чемпіонат світу з боротьби 1989 | Чехословаччина | греко-римська боротьба, до 100 кг | 4      |
| Чемпіонат світу з боротьби 1990 | ЧСФР           | греко-римська боротьба, до 100 кг | Бронза |
| Чемпіонат світу з боротьби 1991 | Чехословаччина | греко-римська боротьба, до 100 кг | 10     |

### Виступи на Чемпіонатах Європи
| Змагання                         | Збірна         | Вагова категорія                  | Місце  |
| -------------------------------- | -------------- | --------------------------------- | ------ |
| Чемпіонат Європи з боротьби 1985 | Чехословаччина | греко-римська боротьба, до 100 кг | Бронза |
| Чемпіонат Європи з боротьби 1986 | Чехословаччина | греко-римська боротьба, до 100 кг | 4      |
| Чемпіонат Європи з боротьби 1991 | Чехословаччина | греко-римська боротьба, до 100 кг | 7      |

### Виступи на інших змаганнях
| Змагання                           | Збірна         | Вагова категорія                  | Місце  |
| ---------------------------------- | -------------- | --------------------------------- | ------ |
| Гран-прі Німеччини з боротьби 1984 | Чехословаччина | греко-римська боротьба, до 90 кг  | 5      |
| Гран-прі Німеччини з боротьби 1986 | Чехословаччина | греко-римська боротьба, до 100 кг | 6      |
| Гран-прі Німеччини з боротьби 1987 | Чехословаччина | греко-римська боротьба, до 100 кг | Бронза |
| Гран-прі Німеччини з боротьби 1988 | Чехословаччина | греко-римська боротьба, до 100 кг | 6      |
| Гран-прі Німеччини з боротьби 1989 | Чехословаччина | греко-римська боротьба, до 100 кг | 8      |
| Золотий Гран-прі з боротьби 1990   | ЧСФР           | греко-римська боротьба, до 100 кг | Срібло |
| Гран-прі Німеччини з боротьби 1990 | Чехословаччина | греко-римська боротьба, до 100 кг | Срібло |
| Гран-прі Німеччини з боротьби 1992 | Чехословаччина | греко-римська боротьба, до 100 кг | 6      |
| Гран-прі Німеччини з боротьби 1993 | Чехія          | греко-римська боротьба, до 100 кг | 10     |